# Cynoglossus kapuasensis
 Cynoglossus kapuasensis és un peix teleosti de la família dels cinoglòssids i de l'ordre dels pleuronectiformes que es troba a les costes de l'oest de Borneo.